# Валтер Херман
Валтер Херман (шп. Walter Herrmann; Венадо Туерте, 26. јун 1979) је бивши аргентински кошаркаш. Играо је на позицији крила.

## Успеси

### Клупски
- Малага:
  - Првенство Шпаније (1): 2005/06.
  - Куп Шпаније (1): 2005.

- Саски Басконија:
  - Првенство Шпаније (1): 2009/10.

### Репрезентативни
- Олимпијске игре:  2004.
- Америчко првенство:  2001.